# Ḫašammeli
Ḫašammeli war der hethitische, luwische und palaische Götterschmied hattischen Ursprungs.

## Namensvarianten
Ein erster Hinweis auf diesen Gott findet sich im Männernamen Ḫazamil, der im 18. Jh. v. Chr. in Kaneš genannt wurde. Der Gott wurde manchmal auch ohne den hattischen Maskulinmarker /-l/ Ḫašmaiu genannt.

## Aufgaben, Kult, Mythos
Ḫašammeli war ein Haus und Hof verbundener Gott, der auch die Kinder beschützte.
Er wurde in Opferlisten häufig gemeinsam mit den Göttern Mond (Arma), Stern und Nacht (Išpant) genannt, die eventuell mit jenen Brüdern des Gottes identifiziert werden können, die der Frostdämon Ḫaḫḫima im Mythos verschonen will, da er diese als „Vaterbrüder“ bezeichnet.
Großkönig Muršili II. dankte Ḫašammeli in seinen Annalen für einen Sieg über das Land Piggainarešša infolge eines nächtlichen Überraschungsangriffs, nachdem Ḫašammeli den Großkönig im Auftrag des Wettergottes Tarḫunna verborgen habe.
In palaischen Götterlisten steht Ḫašamili an fünfter Stelle, nach den Ilaliyantikeš und vor Kamama.